# Muziekvereniging Scheldegalm
Muziekvereniging Scheldegalm uit Hansweert (Zeeland) bestaat uit een harmonieorkest, een slagwerkgroep en een dweilband genaamd Scheldedweilers. De vereniging werd opgericht in 1886.

## Geschiedenis
In de omliggende plaatsen zoals Kruiningen en Wemeldinge bestond in 1886 reeds een muziekvereniging. Dat jaar werd er in het Paviljoen te Hansweert een nieuwe fanfare opgericht. De repetities vonden plaats met toestemming van de gemeente plaats in de openbare lagere school. Na veel discussie kreeg de nieuwe vereniging de naam 'Scheldegalm'. Op 19 februari 1887, de zeventigste verjaardag van de koning, werd samen met zangvereniging 'Aangenaam Nuttig' een concert ten gehore gebracht.
In 1906 kocht de vereniging een stuk grond aan de Boomdijk, dat al snel in een tuin veranderde. Deze tuin bestaat nog steeds en wordt de 'Muziektuin' genoemd. In 1912 werd Scheldegalm koninklijk erkend. In 1913 begon de bouw van het nog steeds in gebruik zijnde verenigingsgebouw. Scheldegalm heeft onder leiding van langjarig dirigent J.H. Polderman in de Ere-afdeling voor harmonie gespeeld. In 1986 vereerde koningin Beatrix ter gelegenheid van het honderdjarig bestaan de vereniging met de Koninklijke Erepenning.
Harmonie Scheldegalm heeft gefigureerd in de speelfilm ‘De Storm’, uit 2009. In 2011 werd het 125-jarig bestaan van de vereniging uitgebreid gevierd. In 2016 werd de viering van het 130-jarig bestaan gecombineerd met de feestelijkheden rond het 150-jarig bestaan van het Kanaal door Zuid-Beveland.

## Activiteiten
Naast traditionele optredens als rondgangen door het dorp op Koningsdag of bij de intocht van Sinterklaas verleent Scheldegalm medewerking aan allerlei evenementen en optredens. Zo wordt ieder jaar in het voorjaar in dorpshuis Kaj Munk het Scheldegala georganiseerd waarbij zangers en zangeressen nummers zingen, begeleid door de muzikanten van harmonie. Verder trad de vereniging in 2007 op bij de taptoe van Geertruidenberg en nam een aantal muzikanten van Scheldegalm deel aan de muziektheatervoorstelling 'Vloed' die in het kader van het Zeeland Nazomerfestival tienmaal werd opgevoerd in de kolk van de voormalige Kleine Sluis in Hansweert.
Er worden muzieklessen verzorgd door professionele docenten in het verenigingsgebouw aan de Boomdijk. Aan het begin van het schooljaar 2012-2013 ging het project 'Muziek in de klas' van start; alle kinderen van de bovenbouw van de openbare basisschool in Hansweert les krijgen in het bespelen van een muziekinstrument. Dit binnen de reguliere schooltijd als vast onderdeel van het lespakket.

## Kenmerken
De vereniging telde anno 2010 42 leden. Dirigent van de harmonie is Patrick Geerts, de slagwerkgroep staat onder leiding van René Kaljouw.

## Dirigenten
- 0000-1981: J.W. Faase
- 1981-1987: Bertus Roeting
- 1987-1991: Ton Wijngaards
- 1991-1996: Richard Clarisse
- 1996-2003: Cathy Kotoun
- 2003-2010: Dirk Verholle
- 2010-2015: Inge Kegel-Verbraak
- 2015-2016: Peter Kil
- 2016-2019: Rens van Leeuwen
- 2019-2022: Patrick Geerts
- 2022-heden: